# مسح السجلات التاريخية البهائية
كان مسح السجلات التاريخية البهائية للفترة 1934-1936 (المعروف أيضًا باسم "البطاقات") مراجعة ديموغرافية مبكرة للدين البهائي في الولايات المتحدة وكندا. تمت دراسة خلفيات البهائيين في وقت لاحق بعدد من الطرق، التراث العنصري والإثني، والخلفية الدينية السابقة، والانتشار الجغرافي وأحيانًا كيف تغيرت هذه الخلفيات على مر السنين. وقد استخدمت مصادر البيانات التكميلية لإضافة بعض المراجعات بما في ذلك منشورات تعداد الولايات المتحدة والأدلة البهائية المنشورة في الدوريات الأدبية البهائية.
تتناول بعض هذه الدراسات على وجه التحديد العدد المتزايد من السكان السود البهائيين وسط ممارسة المجتمع الأوسع المتمثلة في استمرار عصر الفصل الاجتماعي في المجتمع الأمريكي في ذلك الوقت والذي كان ضد التعاليم البهائية حول وحدة البشرية جمعاء. كانت الغالبية العظمى من البهائيين من البيض ومعظمهم من النساء المسنات، ولكن القطاع الأسود من تلك الولايات التي كان البهائيون يتواجدون فيها كان يستجيب للدين أكثر من السكان البيض في تلك الولايات. كانت الديانة تجتذب في البداية البروتستانت، وخاصة الوحدويين العالميين، وأيضا من بين الطوائف الليبرالية الأكثر شعبية، ولكن مع اقتراب التاريخ من عام 1936 وما بعده، اجتذبت تنوعا أكبر من الخلفيات الدينية حيث استمرت في النمو أكثر عن طريق التحول وليس الهجرة. ومع ذلك، فقد تم القيام بالهجرة المتعمدة بعد ذلك بوقت قصير، حيث لم يكن الدين موجودًا إلا في عدد قليل من الولايات، معظمها في الشمال الشرقي إلى الشمال الأوسط والساحل الغربي حتى عام 1936، ولكن تم تحديد هدف لنشر الدين في كل ولاية بحلول عام 1944. ومع انتشاره نحو الداخل من الساحل الغربي، أدى هذا الوجود البسيط إلى إرساء عضوية نسبية واضحة بين السكان، في حين لم ينجح هذا الأمر في ترسيخ هذه العضوية بين السكان الأعلى في الجنوب. ولكنها ترسخت هناك أيضاً، لا سيما بين المجتمعات السوداء على طول المناطق الساحلية في الجنوب. في الواقع، تم القيام بهذه الموجة من النشاط خلال الخطة السبعية الأولى التي وضعها شوقي أفندي والتي كان لها هدف دولي يتمثل في إنشاء مجتمع في كل دولة بالإضافة إلى إنشاء الدين في بلدان أمريكا اللاتينية.

## تطوير المسح وسياقه ومراجعاته
وقد أكد المؤتمر الوطني الأمريكي لعام 1934 على طلب لجنة الصداقة العرقية الوطنية بإجراء مسح للتركيبة العرقية للمجتمع مؤكدًا طلب عمل لجنة الصداقة الوطنية التي تطالب بتشكيل لجان صداقة محلية والتوحيد مع الجماعات المعنية مثل الجمعية الوطنية للنهوض بالملونين والرابطة الحضرية الوطنية.:p36 وفي العام نفسه أوصت اللجنة الوطنية للشباب، التي تضم ماريون هولي، بإجراء تعداد للشباب أيضًا. وقد تضمن المسح الذي تم إعداده معلومات تاريخية عن المستجيب، تاريخ ومكان ميلاده، وتاريخ ومكان انضمامه إلى الدين، والمكان الذي كان يعيش فيه في وقت المسح بالإضافة إلى خلفيته الوطنية والدينية.:p66
انتشر المسح على نطاق واسع بحلول صيف عام 1935.:p37 إن المجموعة الكاملة للمستجيبين غير واضحة إلى حد ما. لقد إجرى أربع مراجعات للمسح:
- في عام 1980، حصل آرثر هامبسون على درجة الدكتوراه في الجغرافيا باستخدام المسح كأحد المصادر الرئيسية للمعلومات لمراجعة تطور المجتمع البهائي باستخدام المزيد من المعلومات الديموغرافية.[3]
- في عام 1982، أدرجت جايل موريسون تحليلًا للمجتمع الأسود من مسح عام 1936 في سيرتها الذاتية لـ "يد القضية لويس جي جريجوري".[4]
- في عام 1982 استخدم بيتر سميث المسح من خلال اختيار كل ثالث من المستجيبين[5]:p118 لمراجعة الدين وفحص عمق الخلفيات الدينية التي يمكن إدراكها في الحكايات المتعلقة بخلفيات البهائيين في ذلك الوقت. أجرى سميث مراجعة ثانية للبيانات المنشورة في عام 2004، وركز في الأغلب على المقارنات مع مسوحات أخرى في أوقات وأماكن أخرى.[6]
- أدرج روبرت ستوكمان مراجعة للمسح خصيصًا لأعضاء ثلاث مجتمعات في رسالة الدكتوراه الخاصة به عام 1990، بما في ذلك نسخ جميع البطاقات المادية إلى ملف كمبيوتر.[7]
- في عام 2004، أنهى جيروم جرين أطروحته العليا في كلية دارتموث والتي تضمنت أيضًا مراجعة المسح لإلقاء نظرة على المجتمع الأسود.[8]

أحصى هامبسون 1784 مستجيبًا:p323 منها 1729 من الولايات المتحدة نفسها.:p320 أحصى موريسون وستوكمان 1813 بحلول عامي 1936 و1937. كان مجموع العينة التي اقترحها سميث قد بلغ حوالي 1803.:p118 قام ستوكمان بجمع تعداد السكان البهائيين حتى عام 1936 تقريبًا، ووجد أن حوالي 4000 شخص قد انضموا إلى الديانة حتى ذلك الحين. لم يُطلب ذلك، لكن بعض المستجيبين أدرجوا سيرة ذاتية متعددة الصفحات.
تمكن هامبسون من مقارنة مسح المجتمع مع تعداد الأديان في الولايات المتحدة لعام 1936 والتواريخ المبكرة والذي أحصى 2584 بهائيًا في الولايات المتحدة القارية في عام 1936. تم جمع معلومات التعداد من المجتمعات الدينية المعنية، ولم يتم إجراء أي إحصاءات إضافية.:p137 وبالتالي فإن استطلاع الجمعية الوطنية يمثل حوالي 70% من مجتمع الولايات المتحدة وكندا كما تفهمه الجمعية الوطنية. مع ذلك، كان للاستطلاع أدنى نسبة من الاستجابات في نيويورك (معظمها في المدينة) وإلينوي (معظمها في شيكاغو) وأعلى نسبة في الغرب بأكمله.:p321

## المجتمع ككل
قدر ستوكمان، جزئيًا على أساس المسح، أن ما يقرب من 50 إلى 100 شخص حددوا هويتهم كبهائيين خلال الفترة التي قضاها عبد البهاء في أمريكا عام 1912.
قام سميث بتقسيم المشاركين الذين كانوا بهائيين بحلول عام 1919، بإجمالي 197 فردًا ما زالوا على قيد الحياة وأعضاء المجتمع بحلول عام 1936: 90٪ كانوا من شمال أوروبا (بريطانيين وألمان وإسكندنافيين، "بيض" بشكل عام دون تحديد الخلفية العرقية)، 6٪ من الأمريكيين الأفارقة، ولكن في غياب أي من جنوب أو شرق أوروبا وأيرلنديين.:pp118-9:p47 كان هذا السكان في السابق 33% من الخلفية المسيحية البروتستانتية السائدة (الأسقفية والميثودية والطائفية والمشيخية والمعمدانية)، و11% من اللوثريين، و5% من الوحدويين/العالميين، تليها بفارق كبير بنسبة 3% الطوائف الميتافيزيقية (السويدينبورجية، والعلوم المسيحية، والثيوصوفية والفكر الجديد)، في حين كان هناك حضور إجمالي محدد، وإن كان صغيراً، لأولئك الذين نشأوا في منازل بهائية.:pp119-20 أو، بطريقة أخرى وضعها سميث في عام 2004: 56% من البروتستانت من أي طائفة، و17% "مسيحيين"، و5% كاثوليك، و2-3% يهود، و4-5% بهائيين.:p49 وقد تبين أن النمط العام المتمثل في ارتفاع نسبة قليلة من البهائيين هو الحال في عدد من المسوحات الأخرى (خارج المجتمع الفارسي في الغرب الذي وصل في وقت لاحق.):p49 وكان 66% منهم من النساء.:p121
قام ستوكمان بتقسيم مجتمعات مدينة نيويورك وشيكاغو وكينوشا، وعلى مر الزمن، للحصول على التفاصيل التي قدموها. كانت هذه المجتمعات الثلاثة مختلفة بشكل كبير: كانت كينوشا تتكون في الغالب من الإسكندنافيين والألمان، وكان معظم المتحولين الأوائل من المهاجرين من الجيل الأول، وبدأت شيكاغو بنصف أمريكيين ثم الإنجليز والألمان وأضافت نسبة كبيرة من السود إلى المجتمع بعد عام 1921، وفي نيويورك حدد المجتمع نفسه على أنه أمريكي في الغالب ثم الإنجليز، ثم أضاف نسبة من الألمان. وأظهر تحليله أيضًا أنماطًا مماثلة على نطاق واسع في مجتمعات الجماعات المسيحية أو البروتستانتية التي بدأت كمجموعة مهيمنة وانخفضت النسبة المئوية مع اقتراب عام 1936 بينما استمر أولئك الذين نشأوا كبهائيين في الزيادة مع إضافة مجموعتين صغيرتين من غير البروتستانت (الكاثوليك أو اليهود أو الجماعات الميتافيزيقية) أيضًا: بدأت أكثر بروتستانتية من الولايات المتحدة بشكل عام ولكنها أصبحت أكثر تنوعًا من الولايات المتحدة بشكل عام.
قام هامبسون بتحليل نتائج المسح والتعداد السكاني بالنسبة للولايات التي يوجد بها سكان بهائيون، وهم أقلية من الولايات معظمها في الجزء العلوي من الغرب الأوسط إلى الشمال الشرقي وكاليفورنيا، وقارن المجموعات العرقية والدينية لتلك الولايات فقط. وقد زعم أن معدل المعلنين السود في تلك الولايات كان أعلى بكثير من كونه متناسبًا مع عدد السكان السود في تلك الولايات، بل إن معدل انتمائهم للدين كان أعلى من معدل الوجود الأبيض في تلك الولايات،:pp333-5 وعلى الرغم من أن عدداً أقل من المشاركين في الاستطلاع كانوا محددين بدرجة كافية بشأن خلفيتهم الدينية، فقد اتفقوا على أنهم كانوا في الغالب من خلفية بروتستانتية مع الدقة في أن مساهمة الوحدويين كانت أعلى بكثير من نسبة وجودهم في تلك الولايات وأعلى من مساهمة جميع الطوائف البروتستانتية الأخرى على الرغم من أن الأسقفية والكونغريغاشيونية كانت متعادلة تقريبًا في المرتبة الثانية البعيدة.:pp338-342 كان أدنى معدل للخلفيات الدينية نسبة إلى عدد سكانها في الولايات التي يوجد بها حضور كبير للبهائيين هم أولئك الذين لديهم خلفيات يهودية وكاثوليكية.:p340 ومع ذلك، يصف ستوكمان هذه المجموعات بأنها تساهم بشكل كبير في التنوع الديني للمجتمع البهائي، ويشير سميث أيضًا إلى أنه في استطلاعات أخرى في أوقات أخرى أظهر اليهود نسبة أعلى بكثير من بعض المجتمعات.:pp49-50
تمكن هامبسون من إجراء تحليل لكل مقاطعة على حدة بما في ذلك الأوقات السابقة.:p274بحلول عام 1919، كان معظم المجتمعات البهائية تضم أقل من عشرين شخصًا بالغًا وكان العديد منهم عبارة عن مجموعة أو فرد معزول.:p185 بحلول عام 1925، كانت الإيمان موجودًا في حوالي 50 مقاطعة، حوالي 2%، وفي جميع المراكز الحضرية الكبرى تقريبًا في الشمال الشرقي والساحل الغربي باستثناء دنفر وأوماها وأتلانتا وأوغوستا وميامي وسانت أوغسطين.:p276 زعم هامبسون أن صراعات الوحدة لقبول القيادة في الفترة من عام 1921 إلى عام 1925 أظهرت أن بعض المناطق فقدت عضويتها مقارنة بما كانت عليه من قبل، فقط النوى المبكرة للمجتمعات بحلول عام 1906 حافظت على سكان مجتمعاتها.:pp276-7 منذ عام 1925 انتشر البهائيون في المناطق المجاورة مع التعبئة والاندماج مما ساهم في انتشار الدين محليًا في حين كانت الخطة السبعية الأولى هي التي أسست انتشارًا أوسع نطاقًا من مجرد الشمال الشرقي والغرب.:p277وتحققت تلك الأهداف الوطنية في المراكز الحضرية الكبرى. منذ عام 1944 ظلت عملية الانتشار المحلي قائمة حيث لم تكن هناك أهداف إقليمية.:pp277-8في الفترة السابقة كان تركيز شوقي أفندي منصبًا على رفع الهيكل الإداري والعمل الأولي لرفع المعبد:p196 ومنها، على سبيل المثال، نشأت ميزانية وطنية واحدة،:p198 بينما بعد ذلك من عام 1937 أصبح الهدف الوحيد تقريبًا هو تشتيت المجتمع.:pp198-9
أنشأ هامبسون خرائط للوجود النسبي للمجتمعات والهجرات حتى عام 1936.:pp260,264 وأشار إلى عدد من النقاط.:p265 في حين أن جزءًا من النمو في كاليفورنيا كان نتيجة للهجرة من بقية البلاد، إلا أن الجزء الأكبر كان في الواقع نتيجة للتحويل المحلي. تمكنت ولاية نيويورك من الحفاظ على عدد سكانها من البهائيين ثابتًا حتى مع أكبر هجرة للبهائيين خارج الولاية من البلاد. كما حافظت ولايتا إلينوي وويسكونسن على استقرارهما حيث شهدتا معدلات هجرة كثيفة من وإلى كل منهما. لاحظ هامبسون أيضًا أن معظم الهجرة التي حدثت كانت بعيدة باتجاه الغرب وقليل منها قريبة باتجاه الجنوب. ومن المثير للاهتمام أن معدلات التحويل في ولاية ما كانت موازية لمعدلات الهجرة إلى ولاية ما بالنسبة لمعظم الولايات،:pp265-6 ولفترة من الزمن أصبحت الهجرة هي الآلية الأساسية لنشر الإيمان حيث لم يكن موجودًا من قبل.:p269 كان الهدف المحلي للخطة السبعية الأولى يتضمن الوصول إلى حالة الجمعية لكل ولاية سواء كان عدد سكان الولاية بأكملها 110000 نسمة (نيفادا) أو أكثر من 6 ملايين نسمة (تكساس).:p267 إن تشكيل جمعية واحدة لكل ولاية في الجنوب لم يكن متناسبًا مع عدد سكان الولاية، بينما كان كذلك في الغرب.:p269

## المجتمع الأسود
وفي تحليل هامبسون، ضمن مجموعة المستجيبين في ضوء إجمالي عدد سكان البلاد، كانت نسبة البهائيين السود أقل من النسبة المئوية العامة للسود في جميع أنحاء أمريكا، ولكنهم كانوا أيضًا متفرقين نسبيًا في تلك الولايات التي تضم معظم السكان البهائيين،:pp333-5 ولكن هذا قد يكون أيضًا نتيجة للتركيزات الحضرية مقابل الريفية، كان هناك أيضًا المزيد من المدن في الشمال مع البهائيين مقارنة بالمناطق الريفية في الجنوب.:p335
إذا قمت بتحليل المجتمع البهائي فقط في الولايات المتحدة، فقد تم تأسيسه بشكل جيد في عام 1936:p333 كان تمثيل السود في المجتمع للفرد أعلى من البيض، على الرغم من أن العدد المطلق للسكان السود في المسح كان قريبًا من 5٪ من البهائيين، إلا أن هذه المجموعة كانت أكثر عددًا بين السكان السود في تلك المناطق مقارنة بالبهائيين البيض من السكان البيض.:p334بلغ معدل السود لكل مليون من سكانهم في الولايات التي يوجد بها بهائيون في عام 1936 37 بينما كان بالنسبة للبيض 29 لكل مليون.:p334 وهذا يعني أن معدل التبني بين السود أعلى بنحو الثلث مقارنة بالبيض نسبة إلى عدد سكانهم في الولايات قيد النظر. وتوقع جرين أن يكون الدين "في وقت من الأوقات سمة بارزة للغاية لأمريكا السوداء. ":p41
حدد جرين 88 من المستجيبين بحلول عام 1935 من السود مقابل مراجعة موريسون التي بلغت 99 بحلول عام 1937. يقول هامبسون أن 97 من المشاركين في الاستطلاع كانوا من السود.:p334وقد لاحظ موريسون وجرين أن المشاركين السود ربما لم يحصلوا على قدر كاف من الاستطلاع لعدد من الأسباب: عواقب المواقف الواعية أو غير الواعية للأغلبية البيضاء، والآثار غير المتكافئة للكساد الأعظم، والعوائق التعليمية والإحباط، كلها أسئلة واعية بالعرق، وبما أن الاستطلاع تم بوساطة جمعيات في مناطق بدون جمعيات، مثل الجنوب بأكمله، فمن غير المرجح أن يسمع البهائيون السود في الجنوب عن الاستطلاع من خلال الدعوة المؤسسية لإجراء الاستطلاع. ومع ذلك، فقد اعتقد كلاهما أيضًا أن المسح كان أداة قيمة لرسم صورة للمجتمع الأسود وتجربته كبهائيين بشكل عام.
كان لويس جريجوري هو أقدم البهائيين السود من بين المستجيبين على الرغم من أن هناك آخرين معروفين قبله. وفقًا للمسح، انضم خمسة سود فقط إلى الدين في الجنوب، ولكن ما يقرب من 60% ولدوا في الجنوب وانضم ما يقرب من 70% إلى الدين في المنطقة الشمالية.:p37
وقد لاحظ جرين وجود نتوءين في المعدل الإجمالي للسود المعلنين. ميزت مرحلة واحدة من التسجيل بين الأمريكيين من أصل أفريقي بين عامي 1913 و1920 (لـ 16 من أصل 88):pp38-9وآخر بين عامي 1927 و1933 (36 من 88):p41 وخلص إلى أن مؤتمرات الصداقة العرقية لم تكن مرتبطة بشكل مباشر بأي من المجموعتين، حيث أقيمت في الغالب من عام 1921 إلى عام 1933 على الرغم من أنها ربما كانت أماكن للتعريف الأولي بالإيمان، حيث لم يكن لدى المدن التي استضافتها سوى خمسة مسجلين من السود بينما جمعت سياتل أربعة بمفردها.:p40 كان أكبر تركيز للأشخاص الملونين الذين استجابوا للاستطلاع في واشنطن العاصمة وكان أيضًا موقعًا للارتفاع الأول من الارتفاعين في معدل أتباع السود،:p36 الذين تعلموا عمومًا عن الإيمان من البهائيين البيض.:p38 كانت المرحلة اللاحقة من الالتزام المعزز في شيكاغو وكان جميعهم تقريبًا من الإناث اللاتي ولدن في الجنوب،:p41 وتعلمت عن الإيمان في سياق البهائيين السود الآخرين.:p40 بدأ هذا التطور في شيكاغو في عام 1912 مع شخصين وقليل من 14 بعد عام 1922. ضياء بغدادي، وهو بهائي فارسي يعيش منذ زمن طويل في أميركا، تجاوز خطوط العنف أثناء أعمال الشغب العنصرية في شيكاغو عام 1919، حيث لوحظ أنه كان "الرجل الأبيض الوحيد الذي ذهب إلى أقسام الأميركيين من أصل أفريقي أثناء أعمال الشغب وأحضر الطعام للجوعى". ":p130 وفقًا لغريجوري بغدادي، فقد تعرض لإطلاق نار من قبل المتظاهرين البيض والسود أثناء رحلاته، بما في ذلك زيارة السيد والسيدة كلارك، البهائيين السود، الذين تعرض منزلهم للهجوم، وتم اعتقالهم وإطلاق سراحهم عندما تمت تبرئتهم بناءً على شهادة بغدادي. يحدد مارك بيري الزوجة على أنها ماري (بايرون) كلارك (هـ). ومن بين هذه المجموعة من البهائيين السود في شيكاغو كان روبرت سينجستاك آبوت في عام 1934، ناشر صحيفة شيكاغو ديفيندر.
بحلول عام 1936 كان البهائيون السود الأكثر شيوعًا هم الإناث في الفئة العمرية ما بين 29 و35 عامًا (على الرغم من أنهن أكبر سنًا أيضًا)،:pp47,54 لم يكن بهائيًا إلا منذ بضع سنوات (معظمها منذ عام 1933)،:pp58-9 متعلم تعليماً عالياً،:p41 متزوجة بدون أطفال،:p57 وُلِد في الجنوب (مثل ألاباما، أو جورجيا، أو تكساس، أو فلوريدا):p55 حددوا على أنهم من أصل أسود أو مختلط العرق،:p60وانتقل إلى الشمال، عادةً إلى إلينوي أو نيويورك:p41 (ثانويًا إلى ولاية ماين، أوهايو، أو العاصمة واشنطن، أو إلى الساحل الغربي،):p55 عمل كمدرس أو عامل اجتماعي، وكان ناشطًا اجتماعيًا كما هو الحال في منظمات جمعية الشبان المسيحيين أو الجمعية الوطنية للنهوض بالملونين أوالرابطة الحضرية الوطنية، بالإضافة إلى كونه عضوًا في الجمعيات البهائية.:p48 وعلق جرين أيضًا على أن انضمام السود إلى العديد من الكنائس المسيحية أصبح بمثابة أزمة أدت إلى انقسام العديد منهم. ومن المعلومات السيرية خارج نطاق المسح للبهائيين السود المعروفين، لاحظ جرين أيضًا أن أكثر من بضعة أتباع من السود كانوا من الطبقة المتوسطة العليا.:p41

### البهائيون الأمريكيون من أصل أفريقي في نهاية خدمة عبد البهاء
يحدد جدول موريسون من أصبحوا بهائيين بحلول عام 1921، وهو تاريخ انتهاء خدمة عبد البهاء، ويمكن مقارنته إقليميًا على الأقل بإحصاء علمي حديث نُشر في عام 2018.
تحليل أولي حسب الجغرافيا بحلول عام 1921:
| بحلول عام 1921 من خلال جدول موريسون | بحلول عام 1921، تم إحصاء "التلميذ" | البقايا في موريسون ليست في "تلميذ"           |
| ----------------------------------- | ---------------------------------- | -------------------------------------------- |
|                                     | 1 بليزانتون كاليفورنيا             |                                              |
| 3 في شيكاغو                         | 1 شيكاغو                           | 2 مجهولين من شيكاغو                          |
| 6 في العاصمة                        | 18 في العاصمة                      |                                              |
| 2 في سان فرانسيسكو                  | 2 سان فرانسيسكو                    |                                              |
| 4 بالغين +4 أطفال في بوسطن          | 3 بوسطن                            | ~1-4 غير معروفين من بوسطن بما في ذلك الأطفال |
| 5 في نيويورك                        | 5 نيويورك                          |                                              |
| 1 في بورتلاند، أوريغون              | 1 بورتلاند، أوريغون                |                                              |
| 2 في سياتل                          |                                    | 2 مجهولين من سياتل                           |
| 1 في مينيابوليس                     |                                    | 1 غير معروف من مينيابوليس                    |
| 1 في مونتكلير، نيوجيرسي             |                                    | 1 غير معروف من مونتكلير، نيوجيرسي            |
|                                     | 1 في تشارلستون، ساوث كارولينا      |                                              |
|                                     | 1 ريتشموند، فيرجينيا               |                                              |
|                                     | 4 كليفلاند                         |                                              |
|                                     | 1 ناشفيل، تينيسي                   |                                              |
|                                     | 1 ويلمنجتون، كارولاينا الشمالية    |                                              |
|                                     | 1 هاربرز فيري، فيرجينيا الغربية    |                                              |
|                                     |                                    |                                              |
| المجموع 29                          | المجموع 40                         | حوالي 11 مميزة جغرافيا                       |

في حين تشير هذه المقارنات إلى حوالي 50، قدر هامبسون إجمالي المجتمع البهائي الأسود في عام 1936 بما يتراوح بين 110 و150.:p334
يتضمن تعداد كريستوفر باك لعام 2018 حتى عام 1921 بعض الأشخاص البارزين: روبرت تورنر، ولويس جريجوري، وهارييت جيبس مارشال، وكورالي فرانكلين كوك، ومابري سي أوجليسبي، وسادي أوجليسبي، وآلان ليروي لوك.
وفي وقت لاحق، نمت نسبة السود في المجتمع البهائي إلى حوالي 23% بحلول عام 1980 في لوس أنجلوس.:p46

## المجتمع الأبيض
قام هامبسون بمراجعة جميع المشاركين (الولايات المتحدة وكندا) للحصول على التفاصيل، ولكن بما أن الغالبية العظمى كانوا من البيض، فإن الخصائص العامة في معظم النواحي تتم مراجعتها في سياق المجتمع الأبيض على الرغم من وجود عدد أكبر من المشاركين السود:p334من الكنديين.:p323
من بين المستجيبين البيض كان ما يقرب من 70٪ من الإناث وسط مجتمع شديد التنوع ولم يتجاوز إجمالي عددهم 3000 شخصًا حتى أربعينيات القرن العشرين.:p323 لقد انخفضت نسبة الذكور في معظم العقود منذ تأسيس الدين في أمريكا. كان البيض في المجتمع بحلول ذلك الوقت الأقل تمثيلاً مقارنة بالسكان بشكل عام بين أولئك الأصغر سناً من المجموعة التي تتراوح أعمارها بين 35 و40 عامًا.:pp324-6 بلغت نسبة الذكور ذروتها في سن 45-54 عاماً، بينما بلغت نسبة الإناث ذروتها في الفترة من 40 إلى 65 عاماً، بحيث زادت نسبة النساء البهائيات لكل فئة عمرية حتى وقت متأخر جداً من العمر، 70 عاماً وما فوق. وبلغت هذه الذروة بمعدل حوالي 45 بهائيًا لكل مليون. إن معدل العضوية البهائية مقارنة بعدد السكان الوطني يتطابق تقريبًا مع متوسط أعمار السكان عند حوالي سن 45 عامًا عند الجمع بين الرجال والنساء.
لاحظ هامبسون أن البنية العامة لملف عمر المشاركين كانت طبيعية نتيجة لزيادة أعمارهم بمجرد إعلانها.:p327 قام بمقارنة عدد السكان البهائيين حسب العمر بنموذج بسيط توصل منه إلى بعض الاستنتاجات::pp331-2 هناك زيادة واسعة النطاق شبه خطية في نسبة البهائيين في الفئة العمرية المتزايدة بين أولئك الذين ما زالوا على الدين بحلول عام 1936، متأثرة فقط بمعدل الوفيات الإجمالي والزيادة الإجمالية في حجم البلاد بأكملها، وكانت هناك زيادة حادة في تبني الدين منذ عام 1926 وحتى أعلى من عام 1932.

كتب الباحث المستشرق إي جي براون نعيًا لعبد البهاء في يناير 1922 نُشر في مجلة الجمعية الملكية الآسيوية لبريطانيا العظمى وأيرلندا حيث يقول:
ومن بين النتائج العملية الأكثر أهمية للتعاليم الأخلاقية البهائية في الولايات المتحدة، وفقًا لشهادة حديثة لمراقب محايد ومؤهل، إنشاء أخوة حقيقية بين السود والبيض في الدوائر البهائية في نيويورك، ورفع "حاجز اللون" بشكل غير مسبوق، والذي وصفه المراقب المذكور بأنه "معجزة تقريبًا".
ومن الممكن أن نجد اهتماماً معادياً لهذا الانخراط في الدين. صحيفة كو كلوكس كلان الصليب الناري كان لها مقال ضد "البهائيين والبابيين" في نيويورك. ومن ناحية أخرى، فإن نبذة مختصرة عن الدين نشرتها صحيفة نيويورك إيج الأمريكية الإفريقية عام 1925 تلخص الأمر على النحو التالي: "إن هذا حجم كبير من المعتقدات المتقدمة التي يمكن تقديمها في حركة واحدة. " في عام 1927، تم تسجيل انتخاب لويس جريجوري، وهو ما يعكس التغطية الإعلامية التي قدمتها صحيفة واشنطن سنتينل لانتخاب جريجوري، والذي جسد "روح الصداقة العنصرية" في المؤتمر التاسع عشر الذي انتخب الجمعية الروحية الوطنية. وعلى الرغم من كل هذا، لم يحدث نمو كبير في المجتمع الأسود في نيويورك بحلول عام 1936 وفقًا للمسح.
وجد هامبسون أن البيض كانوا في الغالب من الأنجلو ساكسونيين / البريطانيين وكانوا تقريبًا بالكامل من تلك المجموعة بالإضافة إلى الأوروبيين الشماليين (الألمان / الإسكندنافيين) مع نسبة صغيرة جدًا من أوروبا الشرقية أو الجنوبية على الرغم من أن هذا يقارب عموم السكان بشكل جيد.:pp335-7ومن بين البيض يقترح هامبسون أن الخلفية المؤثرة على الانجذاب إلى الدين لم تكن تراثهم العرقي بل الخبرة الدينية السابقة.:p338

### الدوافع الدينية والتوصيف
كان معظم البهائيين البيض في ذلك الوقت من النساء البيض المسنات من أصول بريطانية واللواتي كنّ من أتباع المذهب الوحدوي/العالمي أو على الأقل من إحدى الطوائف الليبرالية (الأسقفية والجماعية) في المسيحية.:pp344-5إن موقف الوحدويين/العالميين أقرب اسميًا إلى موقف البهائيين بشأن الفكرة المسيحية للثالوث وكذلك أهمية الإيمان المعقول مقارنة بالعقيدة أو سلطة الكنيسة.:pp342-3
اقترح سميث أن أعضاء المجموعات الفرعية الدينية لم يتم الإبلاغ عنهم بشكل كافٍ في المجموعات الرئيسية للمسح، ومن خلال الاعتماد على الذكر القصصي للعديد من الأفراد البهائيين، تمكن من تمييز بعض المجموعات الفرعية التي ربما كانت مهمة، الألفية:p155(خاصة الأدفنتست:p156)، الباطنية الميتافيزيقية والبحث، وخاصة البحث الذي يتم من خلال العلوم المسيحية والفكر الجديد والثيوصوفية،):pp162-3الليبرالية الدينية (شموليتها):p171وجود شعور بالحاجة إلى إعادة البناء الاجتماعي،:p179والتعلق الشخصي بعبد البهاء (عادةً ما يكون ذلك من خلال حضور روح المسيح أو أكثر:pp182-3والتي تحولت إلى تقدير للعهد.:p179)
دعم سميث مجموعة الألفية من خلال الإشارة بشكل قصصي إلى العديد من الأفراد والمنشورات وتقارير جريناكر وقضايا المجيء التي ظهرت في مناقشات عامي 1914 و1917 على الرغم من عدم تداولها بشكل عام.:pp156-7وقد اقتصرت العديد من العروض على كشف أفكار عصر نهاية العالم مع الوصول السريع إلى نهايته دون "أهوال نهاية العالم" ولكن تمت الإشارة إليه في عام 1914، وربطه بالعصر المسيحي عام 70 وتدمير القدس والمعبد مع العصر البهائي عام 70 (الذي كان في عام 1914).:p158وقد أضيف إلى ذلك التفاؤل بأن السلام سيكون النتيجة الطبيعية لفترة الحرب، ووفقًا لأحد التقارير كان هذا هو النقاش الرئيسي في المؤتمر الوطني.:p159وصف سميث الإحساس البهائي بالألفية بأنه أقرب إلى لاهوت ما بعد الألفية، ويبحث عن إعادة بناء نشطة للمجتمع في الوقت الحاضر، وأن البهائيين بالتأكيد لديهم بعض الأدفنتستية المختلطة أيضًا.:p160
بالنسبة للحركة الميتافيزيقية باعتبارها جزءًا لا يتجزأ من الخلفية الدينية للبهائيين البيض، وخاصة الفكر الجديد والثيوصوفية، بعد بحث ديني غالبًا ما يكون بعيدًا عن التيارات الرئيسية:p161- لاحظ سميث أنه خلال جولة عبد البهاء في أمريكا بشكل عام وفي جريناكر تميزت بلقاءات مع مثل هذه المجموعات، ووجود عضوية بهائية في اللجنة التنفيذية للفكر الجديد في شيكاغو.:pp162-3ولكن هذه المجموعة عانت أيضًا من التوتر بسبب النهج المناهض للفردية فيما يتصل بالأولوية الدينية لقيادتها قبل عام 1919،:p164وأدى ذلك إلى علاقة متناقضة متعايشة حتى ظهرت توترات أكبر في وقت لاحق.:p165وتمت الموافقة على أنماط جديدة من السلطة في حين تم رفض الأساليب القديمة للسلطة. كان التسامح مع الممارسات غير الكتابية مسموحًا به ولكن لم يتم تأييده على الرغم من معارضة البعض له مثل الاعتقاد بالتناسخ. بعض هذه المعتقدات التي عارضها البعض بشكل خاص استمرت على أية حال، ولكن المعارضة لمطالبات السلطة الشخصية كانت قضية أعظم، كانت هناك مطالبات بالضمير الفردي والقوى الخاصة.:p167ومع ذلك، لم تؤدِ أي عملية من هذه المطالبات إلى الاعتراف بالسلطة في الدين، على الرغم من وجود اعتراف دائم أو واسع النطاق في بعض الأحيان، إلا أنه أدى إلى التكتلات والارتباكات.:p168عُقدت حلقات اجتماعات سرية، ربما كانت الأكبر في حالة دبليو إتش هارمون، الذي كان يُجلّ عبد البهاء شخصيًا، وارتبط بالجماعة وتعاليمها، لكنه لم ينضم إليها. أدى هذا إلى تشكيل لجنة التحقيق في عامي ١٩١٧ و١٩١٨،:p170(المعروفة أيضًا باسم قضية غرفة القراءة.):p189أرسلت المجموعة التي أطلقت على نفسها اسم غرفة القراءة، والتي اعترفت بالسلطة الشخصية لهارمون، مندوبين إلى المؤتمر الوطني وتم تحديها من قبل بيت شيكاغو للروحانية في بوسطن في عام 1917، وقد تم دعم نتائج اللجنة من قبل الحاضرين من 19 مجتمعًا، تلا ذلك مقالات حول القضية في عام 1918.:pp189-90وتضمنت الانتقادات اتهامهم بتضليل الناس من خلال استخدام أساليب غامضة للحصول على المال. تمت مراجعة اتفاقية عام 1918 بعناية شديدة فيما يتعلق بأوراق اعتماد المندوبين، ووافق المؤتمر على نتائج اللجنة.:pp190-1
وصف سميث عنصر الليبرالية الدينية في الخلفية الدينية للسكان البيض بأنه نشأ من التحول البروتستانتي نحو المسيحية الاجتماعية بين الحرب الأهلية والحرب العالمية الأولى، وكان في حد ذاته معارضًا لارتفاع الأصولية.:p170إن دوافع الليبرالية تضمنت تصريحات متكررة حول شمولية الأفكار، وإضافة أفكار جديدة إلى معتقدات المرء من أماكن أخرى وأديان أخرى، ونهج "الخميرة بدلاً من الطائفة" والتحدي "لكي يكونوا أكثر صدقًا مع ما هو أعمق في إيمانهم":pp171-2مع الحفاظ على السلطة الفردية لبهاء الله التي تبعها عبد البهاء وعدم قطع العلاقات مع الانتماءات الدينية السابقة وحتى استخدام وجودهم فيها لتقديم الأفكار البهائية لهم.:p173كانت الليبرالية الغامضة تعاني من التوترات فيما يتعلق بالإيمان باعتباره مجموعة متميزة من المبادئ.:p174لقد ركزت الليبرالية على نمط العمل المتمثل في "عيش الحياة" وفي بعض الأحيان كعمل جماعي. ويشير سميث إلى أن منظمات السلام وقضايا العرق تبدو وكأنها الجهود الأوسع نطاقًا المرتبطة بهذه العقلية من التفكير السابق، وقد حدثت العديد من اللقاءات بين عبد البهاء والبهائيين والمنظمات ذات العقلية المشابهة::p175الجمعية الوطنية للنهوض بالملونين، وبعثة باوري، ودار جين آدامز هال، ولكن أيضًا متطوعون في عصبة الأمم لفرض السلام، على الرغم من عدم الاتفاق على كيفية المضي قدمًا.:p177
كان المكانة الشخصية لعبد البهاء بين العديد من الناس ممزوجة بأسلوبه الشخصي في التسامح والتدرج، على الرغم من أن هذا كان له تأثير سلمي على المعارضة للسلطة الدنيوية القائمة.:p181وفي بريطانيا كان تقدير عبد البهاء أقل شأناً:p182وأساء الأمريكيون إلى أهل لندن بأفعالهم التي تنم عن تفانيهم الشخصي.:pp181-2ومع ذلك، فإن أولوية عبد البهاء، مهما كان التقدير، كانت عاملاً موحداً في التجربة البهائية الأمريكية، وارتفعت مع مرور الوقت في شكل فهم للعهد الأصغر في مواجهة تحديات وجهات النظر الأخرى.:p183

## بعد عام 1936
خلال الخطة السبعية الأولى، 1936-1944، انتقل 153 بهائيًا بين مناطق الأهداف في أمريكا ونجحوا في انتخاب الجمعيات، بمعدل 6 لكل منطقة هدف.:pp269-70لا بد أن عدداً قليلاً من السكان المحليين قد انضموا إلى هذا الحراك، وفي بعض المناطق كان عددهم أكبر وفي بعض المناطق أقل.:p270وانتقل 10 آخرون إلى مناطق لم تنتخب جمعية بحلول عام 1944، وانتقل 42 آخرون إلى مناطق في كندا وألاسكا، وانتقل 24 إلى مناطق أصبحت معرضة للخطر. في المجمل تم نقل 248 شخصًا، أي ما يعادل 10% من المجتمع للأهداف المحلية وحدها. وكان هناك أيضًا هدف دولي وهو عقد جمعية واحدة لكل دولة في نصف الكرة الغربي.:p270بالإضافة إلى رواد الأعمال الدوليين، سجل ما لا يقل عن 28 رائدًا وأكثر من 30 بهائيًا مسافرًا رحلاتهم الدينية إلى 19 دولة في أمريكا اللاتينية. وقد لاحظ هامبسون أن هناك تأثيرًا كبيرًا على المستوى الدولي يتمثل في دور الأفراد أيضًا.:p358
وقد ثبت أن بعض الأفراد قد لعبوا دورًا بارزًا في رفع مستوى المجتمعات في البلاد. وقد تم تسليط الضوء على ثلاث سيدات تمكنوا "بمفردهم" من إنشاء مجتمعات جديدة من خلال إلقاء محاضرات عامة حول مواضيع كانت شائعة في ذلك الوقت ثم دعوة الناس لحضور سلسلة من الدروس حول الدين. تضاعف عدد الجمعيات المحلية في أمريكا من عام 1937 إلى عام 1945.:p364كان هناك عامل آخر يتمثل في الحجم الذي ظل يشكل ديناميكية أساسية للمجتمع، وهو الميل إلى تشجيع البهائيين على الانتشار لتشكيل المزيد من المجتمعات بدلاً من المجتمعات الأكبر بمجرد وصولها إلى حوالي 15 عضوًا نشطًا بالغًا في المجتمع وهو ما تم توثيقه منذ أربعينيات القرن العشرين. كان متوسط حجم المجتمع مع الجمعيات في عام 1936 هو 30 شخصًا بالغًا، وانخفض إلى 15 في عام 1947 و14.2 في عام 1991؛ وكان يُنظر إلى 15 على أنه حجم المجتمع المثالي بعد عام 1936 وكان هناك تشجيع على الانتشار في تلك المرحلة والذهاب إلى المدن الصغيرة بعد عام 1976. في شتاء عامي 1952 و1953، دعت صحيفة الغارديان إلى تشتيت حتى أكبر المجتمعات، وفي 28 مايو 1953 دعت إلى تشتيت الرواد إلى مناطق عذراء واستمرت في السنوات اللاحقة. في ستينيات القرن العشرين، تم اقتراح قانون الدمج المحلي لمجتمع يضم ما لا يقل عن 15 شخصًا بالغًا، وطلب من الأفراد الذين يعيشون في مجتمعات تضم أكثر من 15 شخصًا أن ينتشروا لدعم التجمعات الروحية.

## المعارضة والفرصة
لاحظ هامبسون أن معظم انتشار الإيمان على المدى الطويل كان يتبع ثلاثة متغيرات: ارتفاع عدد السكان الأساسيين في المنطقة، والديناميكية الاجتماعية والاقتصادية، واختراق الطرق السريعة.:p305 لقد لاحظ وجود منطقة معارضة، مع ذلك، أنه بحلول عام 1980 "فشل البهائيون في التواجد حيث قد يتوقع المرء... عبر إسفين كبير جدًا يمتد شرقًا (من السهول الكبرى) ويتجعد تدريجيًا حول الأجزاء الجنوبية من إلينوي وإنديانا وأوهايو، وينتهي في الجهة الجنوبية من بنسلفانيا [و] فرع صغير... يصل إلى المحيط الأطلسي عبر جنوب فرجينيا.":p298 لم يذكر هامبسون اسم هذه المنطقة، لكن جزءًا كبيرًا منها يقع في منتصف وشمال منطقة سيطرة الكونفدرالية عندما لا تكون مركزًا حضريًا. يتناسب جزء من هذه المنطقة مع الافتقار إلى الديناميكية وسهولة الوصول إلى الطرق السريعة ولكن ليس بدرجة كافية لتفسير الفجوة النسبية الإجمالية في تقدير هامبسون.:pp297-8
يتناقض هذا مع القبول غير المعتاد للدين، في تحليل هامبسون، على طول المناطق الشمالية من الاتحاد وخاصة على طول الحدود الكندية ثم على طول الخليج والساحل الجنوبي الشرقي، لصالح البهائيين، والذي يتكهن هامبسون بأنه قد يكون بسبب تواصل البهائيين مع المجتمع الأسود،:p300 وهو ما لاحظه بشكل أكثر وضوحًا منذ عام 1954.:p315 كما تم قطع منطقة المقاومة من خلال بعض النمو على طول الطرق السريعة وفي اتجاه المناطق الحضرية الأكبر من شيكاغو والولايات القريبة من شيكاغو وغربها (إلينوي، ويسكونسن، مينيسوتا، أيوا وميسوري)،:pp312-3 وفي الجزء الأوسط من المحيط الأطلسي في الجنوب، ميريلاند، وفيرجينيا، وكارولينا الشمالية إلى كارولاينا الجنوبية وجورجيا التي كانت أكثر تحضرًا إلى حد كبير في المراكز السكانية الأكبر.:pp314-5
كان البهائيون أكثر تركيزًا في المدن الكبرى قبل عام 1936، وقد انخفض هذا العدد إلى أقل من النصف بحلول عام 1976.:pp312-3 حوالي عام 1976 فضل البهائيون المدن التي يصل عدد سكانها إلى 45000 نسمة، وهو عدد يفوق حتى عدد السكان الوطنيين، وكان معدل معيشتهم في المدن الكبرى هو الأقل.:pp308-9 بمعدل مليون من البهائيين في العصر الحديث، فإن منطقة المدينة أو المقاطعة التي يبلغ عدد سكانها حوالي 45000 نسمة في المتوسط لديها ما يكفي من الناس لتشكيل جمعية بينما المدن الأكبر التي تضم أعدادًا أكبر من البهائيين يمكن أن يكون لديها أعداد أكبر من المغادرين دون أن يؤثر ذلك على وضع الجمعية.:p311